# Sananda Maitreya
Sananda Maitreya, geboren als Terence Trent Howard (New York, 15 maart 1962), is een Amerikaanse zanger. Tot 2001 stond hij bekend onder de naam Terence Trent D'Arby, een naam waar hij nog steeds grotendeels onder bekend staat. 
Trent D'Arby had vooral eind jaren tachtig enkele grote hits. Met Wishing Well had hij in 1987 een nummer 1-hit in onder meer Nederland en de VS. Andere welbekende nummers zijn onder andere Sign your name, Dance little sister, Rain, Delicate en Holding on to you.

## Biografie
In de jaren tachtig was hij als Amerikaans militair gelegerd in Duitsland. Daar sloot hij zich aan bij een band genaamd The Touch. Die band nam in de studios van de Duitse producer Frank Farian divers materiaal op waaronder het album Love on time. Enkele nummers werden geproduceerd door Farian zelf. Overigen werden geproduceerd door Farians medewerker Helmut Rulofs. Een groot deel van dat album was onderdeel van de soundtrack van de Duitse bioscoopfilm ''Schulmädchen'' '84.
Nadat hij het leger had verlaten verhuisde hij naar Londen, waar hij als solo-artiest een demo-tape opnam. Dankzij deze demo kreeg hij een contract aangeboden bij CBS Records. Zijn debuutsingle If you let me stay werd direct een grote hit in Europa. Het bereikte in het Verenigd Koninkrijk de top 10. In de Verenigde Staten was het nummer niet onopgemerkt. Daar bereikte het positie 68 in de Billboard Hot 100.
In 1987 kwam zijn debuutalbum Introducing the Hardline According to Terence Trent D'Arby uit. Hij beweerde in interviews dat dit het beste album was sinds Sgt. Pepper's Lonely Hearts Club Band van de Beatles. Deze opmerking leverde hem in de Verenigde Staten en Groot-Brittannië veel publiciteit op. Na het vooral Europese succes van If you let me stay werden de singles Wishing well, Dance little sister en Sign your name wereldwijd grote hits. Wishing well wist de nummer 1 positie te bemachtigen in de Billboard Hot 100.
Zijn tweede album Neither fish nor flesh, met als ondertitel A soundtrack of love, faith, hope & destruction uit 1989 werd minder enthousiast ontvangen. Het album verkocht desondanks meer dan 2 miljoen exemplaren. In 1989 werd ook een album met oud materiaal van The Touch uitgebracht in een remix onder The Touch With Terence Trent D'Arby met als titel "Early Works".
In de jaren negentig werden nog uitgebracht Symphony or damn (1993) en Vibrator (1995), waarvan de singles Delicate, een duet met Des'ree, en Holding On to You de bekendste zijn. Ook het nummer Let Her Down Easy wist in 1993 de hitparades te halen en is inmiddels twee keer door andere artiesten gecoverd. 
Hij bleef actief in de muziek. Zo trad hij in 1999 op als plaatsvervangend voorman van INXS bij de opening van het Olympisch Stadion in Sydney. Later dat jaar speelde hij Jackie Wilson in de Amerikaanse miniserie Shake, rattle and roll.
Op 4 oktober 2001 veranderde hij zijn officiële naam in Sananda Maitreya. Onder deze naam bracht hij in 2001 het album Wildcard! uit. Het nummer O Divina werd een bescheiden hit in Italië waar hij tegenwoordig woont met zijn Italiaanse echtgenote.
Op 29 juli 2005 bracht hij het album Angels & Vampires - Volume I uit via zijn officiële website. Het is volledig te koop als MP3-album. In 2006 kwam het vervolg uit, met de titel Angels & Vampires - Volume II. In oktober 2007 werd het als dubbel-cd uitgebracht, alleen te verkrijgen via zijn officiële website.
Ook in oktober 2007 is het eerste hoofdstuk van zijn volgende project, Nigor Mortis, online gekomen. Het volledige album verscheen op 20 mei 2009, zowel als MP3-album als cd.

## Discografie

### Albums
| Album met eventuele hitnotering(en) in de Nederlandse Album Top 100 | Datum van verschijnen | Datum van binnenkomst | Hoogste positie | Aantal weken | Opmerkingen              |
| ------------------------------------------------------------------- | --------------------- | --------------------- | --------------- | ------------ | ------------------------ |
| Introducing the hardline according to Terence Trent D'Arby          | 1987                  | 08-08-1987            | 1(3wk)          | 59           | Als Terence Trent D'arby |
| Neither fish nor flesh                                              | 1989                  | 04-11-1989            | 23              | 9            | Als Terence Trent D'arby |
| Symphony or damn                                                    | 1993                  | 22-05-1993            | 44              | 17           | Als Terence Trent D'arby |
| Terence Trent D'Arby's vibrator*                                    | 1995                  | 29-04-1995            | 30              | 11           | Als Terence Trent D'arby |
| Wildcard                                                            | 2001                  | -                     |                 |              |                          |
| Angels & Vampires - Volume I                                        | 2005                  | -                     |                 |              | Downloadalbum en cd      |
| Angels & Vampires - Volume II                                       | 2006                  | -                     |                 |              | Downloadalbum en cd      |
| Nigor Mortis                                                        | 2009                  | -                     |                 |              | Downloadalbum en cd      |

### Singles
| Single met eventuele hitnotering(en) in de Nederlandse Top 40 | Datum van verschijnen | Datum van binnenkomst | Hoogste positie | Aantal weken | Opmerkingen                         |
| ------------------------------------------------------------- | --------------------- | --------------------- | --------------- | ------------ | ----------------------------------- |
| If You Let Me Stay                                            |                       | 16-05-1987            | 12              | 7            | #11 in de Nationale Hitparade       |
| Wishing Well                                                  |                       | 15-08-1987            | 1(1wk)          | 12           | #3 in de Nationale Hitparade        |
| Dance Little Sister                                           |                       | 07-11-1987            | 3               | 9            | #3 in de Nationale Hitparade        |
| Sign Your Name                                                |                       | 16-01-1988            | 2               | 12           | #2 in de Nationale Hitparade        |
| Rain                                                          |                       | 14-05-1988            | 23              | 5            | #20 in de Nationale Hitparade       |
| This Side of Love                                             |                       | 18-11-1989            | tip10           | -            | #50 in de Nationale Hitparade       |
| Do You Love Me Like You Say?                                  |                       | 24-04-1993            | tip8            | -            |                                     |
| Delicate                                                      |                       | 03-07-1993            | tip10           | -            | met Des'ree / #45 in de Mega Top 50 |
| Holding On to You                                             |                       | 27-05-1995            | 35              | 3            | #33 in de Mega Top 50               |

| Single met hitnotering(en) in de Vlaamse Ultratop 50 | Datum van verschijnen | Datum van binnenkomst | Hoogste positie | Aantal weken | Opmerkingen |
| ---------------------------------------------------- | --------------------- | --------------------- | --------------- | ------------ | ----------- |
| If You Let Me Stay                                   |                       | 23-05-1987            | 15              | 8            |             |
| Wishing Well                                         |                       | 01-08-1987            | 13              | 14           |             |
| Dance Little Sister                                  |                       | 14-11-1987            | 5               | 9            |             |
| Sign Your Name                                       |                       | 23-01-1988            | 2               | 12           |             |

### NPO Radio 2 Top 2000
| Nummers met noteringen in de NPO Radio 2 Top 2000 | '00  | '01  | '02  | '03  | '04  | '05  | '06  | '07 | '08  | '09 | '10  | '11  |
| ------------------------------------------------- | ---- | ---- | ---- | ---- | ---- | ---- | ---- | --- | ---- | --- | ---- | ---- |
| Dance Little Sister                               | 1426 | -    | -    | -    | -    | -    | -    | -   | -    | -   | -    | -    |
| Sign Your Name                                    | 1523 | 1714 | 1987 | 1668 | 1758 | 1833 | 1934 | -   | 1942 | -   | 1880 | 1989 |

1. ↑  Een '-' betekent dat het nummer niet was genoteerd en een vetgedrukt getal geeft de hoogste notering van een nummer aan.
2. ↑  2000 was het eerste jaar met een notering voor Sananda Maitreya.
3. ↑  Deze tabel is bijgewerkt tot en met de meest recente editie (2024).

## Concerten in Nederland
- 30 november 1987 - Congrescentrum, Den Haag
- 1 december 1987 - Martinihal, Groningen
- 12 oktober 1993 - Muziekcentrum Vredenburg, Utrecht
- 25 juni 1995 - Parkpop, Den Haag
- 20 maart 2002 - Nighttown, Rotterdam
- 20 november 2002 - Paradiso, Amsterdam
- 2 mei 2003 - 013 The Choice, Tilburg
- 5 mei 2003 - Bevrijdingsfestival, Haarlem
- 6 mei 2003 - Oosterpoort, Groningen
- 8 november 2007 - Waerdse Tempel, Heerhugowaard
- 7 juni 2024 - De Vorstin, Hilversum
- 8 juni 2024 - Hello Festival, Emmen